# Vanessa Folcheris
Vanessa Folcheris est une joueuse de volley-ball  française née le 26 mai 1981. Elle mesure 1,74 m et joue passeuse.

## Clubs
| Club                 | Pays   | De        | À         |
| -------------------- | ------ | --------- | --------- |
| Cagnes-sur-Mer       | France | 2007-2008 | 2007-2008 |
| Le Cannet-Rocheville | France | 2008-2009 | 2008-2009 |